# Fauquemont-Houthem
Valkenburg-Houthem ou en français Fauquemont-Houthem (en limbourgeois : Valkeberg-Houthem) est une ancienne commune néerlandaise de la province du Limbourg néerlandais. La commune a existé sous ce nom de 1941 à 1982.

## Histoire
En 1940, les communes de Houthem, de Vieux-Fauquemont (Oud-Valkenburg) et de Schin op Geul fusionnent avec la commune de Fauquemont (Valkenburg), ainsi que des parties des communes de Hulsberg et de Berg en Terblijt. La première année, le nom de la commune n'est pas modifié, mais en 1941, le conseil municipal décide d'adopter le nouveau nom de « Valkenburg-Houthem ».
Le 1er janvier 1982, Valkenburg-Houthem fusionne avec Berg en Terblijt pour former la nouvelle commune de Fauquemont-sur-Gueule (Valkenburg aan de Geul).